# Rhescyntis hermes
Rhescyntis hermes é um inseto da ordem Lepidoptera; uma mariposa, ou traça, noturna e neotropical da família Saturniidae e subfamília Arsenurinae, classificada em 1907 por Lionel Walter Rothschild, na página 419 do texto "New American Saturniidae and Ceratocampidae"; publicado em Novitates zoologicae, 14 (2); o seu holótipo um macho coletado na Guiana Britânica e nomeado Machaerosema hermes; posteriormente adicionado ao gênero Rhescyntis, classificado por Jacob Hübner em 1819; esta espécie encontrando-se distribuída na Amazônia, desde o Equador, Colômbia e Guianas até o Brasil, nos estados do Amapá, Maranhão, Pará, Amazonas e Mato Grosso.

## Distintividade
As características distintivas desta espécie com relação a outras do gênero Rhescyntis estão relacionadas a uma franja de manchas amareladas perto da borda das asas posteriores e também na presença de duas manchas escuras e alongadas se projetando da metade inferior das asas anteriores, mais proeminentes que as de seus congêneres.

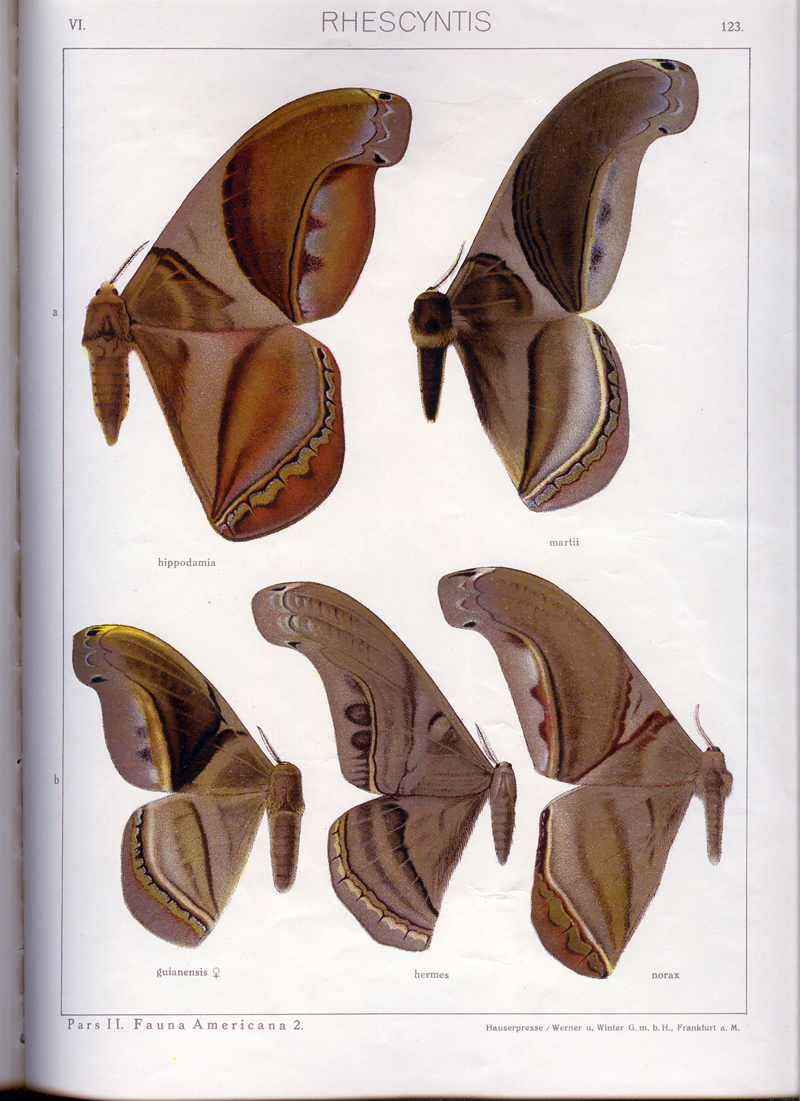
Nesta imagem por Adalbert Seitz, contendo diversas espécies do gênero Rhescyntis, a espécie R. hermes é a mariposa central, embaixo.